# D・J・ムーア
デニストン・オリバー・ムーア・ジュニア（Denniston Oliver Moore Jr., 1997年4月14日 - ）は、アメリカ合衆国ペンシルベニア州フィラデルフィア出身のプロアメリカンフットボール選手。NFLのシカゴ・ベアーズに所属している。ポジションはワイドレシーバー。

## 経歴

### カレッジ
メリーランド大学では3年目の2017年シーズンに80レシーブ、1,033レシーブ獲得ヤード、8つのレシービングTDを記録し、オールビッグ10ファーストチームに選出された。このシーズン終了後、2018年のNFLドラフトにアーリーエントリーした。

#### 個人成績
| 2015 | 12 | 10 | 25  | 357   | 14.3 | 3  | 1  | 9   | 9.0  | 0 |
| 2016 | 13 | 13 | 41  | 637   | 15.5 | 6  | 11 | 55  | 5.0  | 0 |
| 2017 | 12 | 12 | 80  | 1,033 | 12.9 | 8  | 5  | 61  | 12.2 | 1 |
| 通算 | 37 | 35 | 146 | 2,027 | 13.9 | 17 | 17 | 125 | 7.4  | 1 |

### カロライナ・パンサーズ
| 身長                        | 体重           | 腕 の 長 さ       | 手 の 大 き さ   | 40Yrd ダ ッ シ ュ | 10Yrd ス プ リ ッ ト | 20Yrd ス プ リ ッ ト | 20Yrd シ ャ ト ル | 3 コ 丨 ン ド リ ル | 垂 直 跳 び        | 立 ち 幅 跳 び      | ベ ン チ プ レ ス |
| --------------------------- | -------------- | ----------------- | ---------------- | ----------------- | -------------------- | -------------------- | ----------------- | ------------------- | ------------------ | ------------------- | ----------------- |
| 6 ft 0 in (183 cm)          | 210 lb (95 kg) | 31+5⁄8 in (80 cm) | 9+5⁄8 in (24 cm) | 4.42 s            | 1.54 s               | 2.59 s               | 4.07 s            | 6.95 s              | 39+1⁄2 in (100 cm) | 11 ft 0 in (3.35 m) | 15 回             |
| All values from NFLドラフト |                |                   |                  |                   |                      |                      |                   |                     |                    |                     |                   |

2018年のNFLドラフトにて全体24位でカロライナ・パンサーズから指名され、その後4年総額1,120万ドルのルーキー契約を結んだ。

#### 2018年シーズン
第11週のデトロイト・ライオンズ戦で157レシーブ獲得ヤード、1つのレシービングTDを記録した。
このシーズンは55レシーブ、788レシーブ獲得ヤード、2つのレシービングTDを記録し、NFLオールルーキーチームに選出された。

#### 2019年シーズン
第10週のグリーンベイ・パッカーズ戦で120レシーブ獲得ヤードを記録。第12週のニューオーリンズ・セインツ戦では126レシーブ獲得ヤードを記録した。
このシーズンは87レシーブ、1,175レシーブ獲得ヤード、4つのレシービングTDを記録した。

#### 2020年シーズン
第2週のタンパベイ・バッカニアーズ戦で120レシーブ獲得ヤードを記録した。
このシーズンは66レシーブ、1,193レシーブ獲得ヤード、4つのレシービングTDを記録した。

#### 2021年シーズン
開幕前にパンサーズから5年目の契約オプションを行使された。
第3週のヒューストン・テキサンズ戦で126レシーブ獲得ヤードを記録し、翌週のダラス・カウボーイズ戦では113レシーブ獲得ヤードを記録した。
このシーズンは93レシーブ、1,157レシーブ獲得ヤード、4つのレシービングTDを記録した。

#### 2022年シーズン
2022年3月18日にパンサーズと3年総額6,190万ドルの契約延長に合意した。
第8週のアトランタ・ファルコンズ戦にて、試合時間残り12秒の場面で同点となるタッチダウンを記録したが、喜びの余りヘルメットを脱いでしまったためペナルティとなり、エクストラポイントのキックが後退させられた。結果的にこのキックが外れ、チームは延長戦の末敗れた。
このシーズンは63レシーブ、888レシーブ獲得ヤード、7つのレシービングTDを記録した。

### シカゴ・ベアーズ
2023年3月15日に同年のドラフト全体1位指名権とのトレードで、複数のドラフト指名権と共にシカゴ・ベアーズへ移籍した。

#### 2023年シーズン
移籍初年度はいずれも自己最高となる96レシーブ、1,364レシーブ獲得ヤード、8つのレシービングTDを記録した。

#### 2024年シーズン
全17試合に出場し、98レシーブ、966レシーブ獲得ヤード、6つのレシービングTDを記録した。

## 詳細情報

### 年度別成績

#### レギュラーシーズン
| シーズン | チーム | 試合 | 試合 | レシーブ | レシーブ | レシーブ | レシーブ | レシーブ | ラン | ラン | ラン | ラン | ラン | ファンブル | ファンブル |
| シーズン | チーム | GP   | GS   | Rec      | Yds      | Avg      | Lng      | TD       | Att  | Yds  | Avg  | Lng  | TD   | Fum        | Lost       |
| -------- | ------ | ---- | ---- | -------- | -------- | -------- | -------- | -------- | ---- | ---- | ---- | ---- | ---- | ---------- | ---------- |
| 2018     | CAR    | 16   | 10   | 55       | 788      | 14.3     | 82       | 2        | 13   | 172  | 13.2 | 32   | 0    | 4          | 3          |
| 2019     | CAR    | 15   | 15   | 87       | 1,175    | 13.5     | 52       | 4        | 6    | 40   | 6.7  | 13   | 0    | 2          | 1          |
| 2020     | CAR    | 15   | 14   | 66       | 1,193    | 18.1     | 74       | 4        | 2    | 22   | 11.0 | 21   | 0    | 0          | 0          |
| 2021     | CAR    | 17   | 17   | 93       | 1,157    | 12.4     | 64       | 4        | 8    | 48   | 6.0  | 14   | 0    | 1          | 1          |
| 2022     | CAR    | 17   | 17   | 63       | 888      | 14.1     | 62       | 7        | 10   | 53   | 5.3  | 11   | 0    | 0          | 0          |
| 2023     | CHI    | 17   | 17   | 96       | 1,364    | 14.2     | 58       | 8        | 4    | 21   | 5.3  | 16   | 1    | 1          | 1          |
| 2024     | CHI    | 17   | 17   | 98       | 966      | 9.9      | 44       | 6        | 14   | 75   | 5.4  | 14   | 0    | 1          | 1          |
| 通算     | 通算   | 114  | 107  | 558      | 7,531    | 13.5     | 82       | 35       | 57   | 431  | 7.6  | 32   | 1    | 9          | 7          |

- 2024年度シーズン終了時
- 太字は自身最高記録